# Le Deuxième Souffle (2007)
Le Deuxième Souffle é um filme de drama policial produzido na França, dirigido por Alain Corneau e lançado em 2007.